# تشارلز تاكر
تشارلز تاكر (بالإنجليزية: Charles Tucker)‏ هو فلاح ومسير أعمال وسياسي أسترالي وبريطاني (وحمل سابقاً جنسية المملكة المتحدة لبريطانيا العظمى وأيرلندا)، ولد في 20 فبراير 1857 في أستراليا، وتوفي في 5 ديسمبر 1928 في أستراليا.

## مناصب
- انتخب عضو مجلس النواب جنوب أستراليا من الجمعية عن دائرة Electoral district of Alexandra [الإنجليزية]‏ وقد انضم خلال فترته النيابية (3 مايو 1902 – 2 نوفمبر 1906)  للكتلة البرلمانية National Defence League (Australia) [الإنجليزية]‏.
- انتخب عضو مجلس النواب جنوب أستراليا من الجمعية عن دائرة Electoral district of Encounter Bay [الإنجليزية]‏ وقد انضم خلال فترته النيابية (29 يوليو 1899 – 2 مايو 1902)  للكتلة البرلمانية مستقل.
- انتخب Lord Mayor of Adelaide ‏ وقد انضم خلال فترته النيابية (1894 – 1898)  للكتلة البرلمانية مستقل.
- انتخب عمدة ميناء أديلايد (1890 – 1893).
- انتخب عضو مجلس النواب جنوب أستراليا من الجمعية عن دائرة Electoral district of Encounter Bay [الإنجليزية]‏ وقد انضم خلال فترته النيابية (29 أبريل 1899 – 6 يوليو 1899)  للكتلة البرلمانية مستقل.